# Pigmalion (film 1938)
Pigmalion (Pygmalion) – filmowa adaptacja dramatu Pigmalion (1913) George’a Bernarda Shawa. Film przedstawiający zabawne próby pewnego profesora, który próbuje nauczyć londyńską kwiaciarkę oksfordzkiej wymowy.

## Obsada
- Leslie Howard
- Wendy Hiller
- Wilfrid Lawson
- Leueen MacGrath
- Marie Lohr